# 134P/Коваля — Вавровой
Комета Коваля — Вавровой (134P/Kowal-Vavrova) — короткопериодическая комета из семейства Юпитера, которая была обнаружена в сентября 1983 года на фотопластинах, полученных 8 мая американским астрономом Чарльзом Ковалем с помощью 1,2-метрового телескопа системы Шмидта в Паломарской обсерватории и была описана как диффузный объект 16,0m звёздной величины. Комета обладает довольно коротким периодом обращения вокруг Солнца — чуть более 15,5 года.

Орбита кометы  Коваля — Вавровой и его положение в Солнечной системе

## История наблюдений
Из-за того, что с момента получения снимка до обнаружения кометы прошло более полугода, точно рассчитать орбиту кометы не представлялось возможным. Тем не менее, к концу сентября британский астроном Брайан Марсден попытался сделать предварительные расчёты возможной траектории кометы. Причём в ходе проведения этих расчётов было выявлено ещё одно наблюдение, выполненное 14 мая чешским астрономом Зденькой Вавровой, в котором она идентифицировала этот объект как астероид, получивший временное обозначение 1983 JG. На основании этих наблюдений он предположил, что комета прошла точку перигелия 20 июня и имела период обращения 18,8 года. Однако, учитывая большой разрыв в наблюдениях и, как следствие, неопределённость периода обращения, шансы получить новые снимки объекта были близки к нулю. 
Тем не менее, 20 и 22 сентября космическим инфракрасным телескопом IRAS были получены снимки некоего диффузного объекта, который располагался вблизи предполагаемого положения кометы (в 15 ' угловых минутах), но двигался в другом направлении. На повторных снимках обнаружить этот объект уже не удалось. Зато к середине октября Антонину Мркосу удалось обнаружить комету Коваля — Вавровой на ещё одном архивном снимке, датированном 31 мая. Координаты кометы с этого снимка позволили существенно уточнить орбиту кометы и, в конечном итоге, выявить её на снимке c IRAS от 28 сентября, в виде объекта 18,0 m звёздной величины. И хотя после этого орбита кометы была определена довольно точно, идентифицировать объекты на снимках IRAS от 20 и 22 сентября так и не удалось. 
Первое восстановление кометы было выполнено 5 декабря 1997 года американским астрономом Джеймсом Скотти с помощью 0,91-метровом телескопа обсерватории Китт-Пик в виде звёздоподобного объекта магнитудой 20,8 m. Текущие позиции кометы указывали, что прогноз требовал корректировки на +5,3 суток.

## Сближения с планетами
Комета расположена заметно дальше от Солнца, чем другие кометы семейства Юпитера, но с самой планетой практически не сближается. Единственное сближение удалось проследить в начале XX века с планетой Сатурн, после чего комета в течение двух столетий будет достаточно далека от обоих планет, пока в XXII века снова дважды не сблизиться с Сатурном.
- 0,74 а. е. от Сатурна 7 октября 1910 года;
- 0,63 а. е. от Сатурна 16 декабря 2118 года;
- 0,92 а. е. от Сатурна 28 июня 2146 года.